# Exploração Global das Telecomunicações

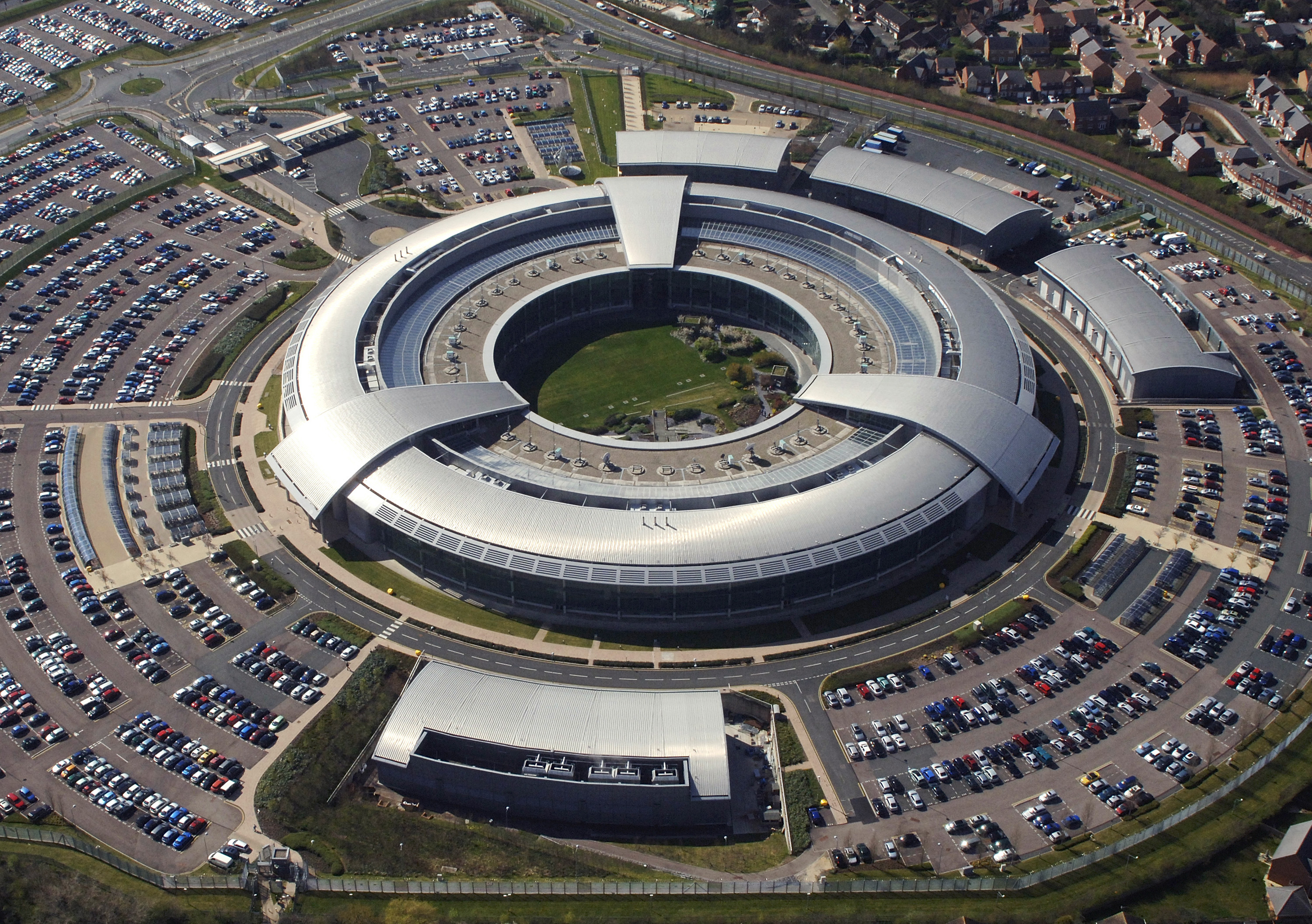
Sede do GCHQ, o equivalente britânico da NSA

Exploração Global das Telecomunicações ("Global Telecoms Exploitation", em inglês) é um programa de vigilância telefônica global e em massa da agência de inteligência britânica GCHQ.
O programa é um dos componentes de um programa maior denominado Tempora, que faz parte do sistema de vigilância global da NSA, revelado a partir de 2013 com base em documentos secretos publicados pelos jornais The Guardian fornecidos por Edward Snowden aos jornalistas Glenn Greenwald e Laura Poitras.
Em maio de 2014, Glenn Greenwald, no livro "Sem Lugar Para Se Esconder: Edward Snowden, a NSA e a Espionagem do Governo Americano" , publicou documentos referentes ao programa, adicionais aos anteriormente publicados na imprensa ao redor do mundo.
Sua existência foi revelada ao mesmo tempo que a do programa "Programa Dominando a Internet".

## Programade vigilância Tempora
O programa Tempora tem dois componentes:
- Programa Dominando a Internet[12][13] e
- Programa Exploração Global das Telecomunicações [14][15]

## Cooperação Internacional

### Canadá
Em 30 de abril de 2007, John Adams, chefe da agência de inteligência canadense equivalente a NSA, o CSEC do Canadá, disse ao Parlamento do Canadá sobre os planos dos Cinco Olhos para dominar a Internet em cooperação com a NSA e outros aliados:
"Queremos dominar a Internet. Esse é um desafio que nem uma instituição, sejamos nos ou a NSA, pode administrar por conta própria. Vamos tentar fazer isso em conjunto com os nossos aliados. John Adams"

## Ver Também
- Programa de Vigilância Tempora
- Dominando a Internet
- Cinco Olhos
- Echelon
- Revelações da Vigilância global (2013-Presente)
- Operações de acesso adaptado (TAO) NSA
- MYSTIC
- Vigilância de Computadores e Redes
- Operações de Fonte Especial(SSO)